# Voleibol sentado nos Jogos Paralímpicos de Verão de 2008
O torneio de Voleibol sentado nos Jogos Paraolímpicos de Verão de 2008 será disputado entre 7 de setembro e 15 de setembro. As partidas serão realizadas no Ginásio da Universidade de Agricultura da China, em Pequim, na China.

## Calendário
| Setembro         | 6 | 7 | 8 | 9 | 10 | 11 | 12 | 13 | 14 | 15 | 16 | 17 |
| ---------------- | - | - | - | - | -- | -- | -- | -- | -- | -- | -- | -- |
| Voleibol sentado |   |   |   |   |    |    |    |    |    | 2  |    |    |

|  | Dia de competição |  | Dia de final |

## Qualificação
O continente africano foi o que menos enviará seus representantes. Já o americano, só enviará 2, os Estados Unidos e o Brasil, ainda em torneios separados. Nos Jogos Parapan-americanos, só há um torneio de vôlei sentado, o masculino.
| Torneio masculino                           | Critério de Classificação         | Números | Países               |
| ------------------------------------------- | --------------------------------- | ------- | -------------------- |
| Torneios Continentais                       | Jogos Para-Arábicos de 2006       | 1       | Iraque               |
| Torneios Continentais                       | Jogos Para-Asiáticos              | 1       | Japão                |
| Torneios Continentais                       | Jogos Parapan-americanos de 2007  | 1       | Brasil               |
| Torneios Continentais                       | Campeonato Europeu                | 1       | Rússia               |
| Campeonato Mundial de Vôlei Sentado de 2006 | Classificam-se os três primeiros. | 3       | Bósnia e Herzegovina |
| Campeonato Mundial de Vôlei Sentado de 2006 | Classificam-se os três primeiros. | 3       | Irão                 |
| Campeonato Mundial de Vôlei Sentado de 2006 | Classificam-se os três primeiros. | 3       | Egito                |
| País sede                                   | Classificação automática          | 1       | China                |
| Total                                       | Total                             | 8       |                      |

| Torneio feminino                            | Critério de Classificação          | Números | Países         |
| ------------------------------------------- | ---------------------------------- | ------- | -------------- |
| Torneios Continentais                       | Torneio da Ásia-Oceania            | 1       | Japão          |
| Torneios Continentais                       | Campeonato Europeu                 | 1       | Letônia        |
| Campeonato Mundial de Vôlei Sentado de 2006 | Classificam-se os cinco primeiros. | 5       | Países Baixos  |
| Campeonato Mundial de Vôlei Sentado de 2006 | Classificam-se os cinco primeiros. | 5       | Eslovênia      |
| Campeonato Mundial de Vôlei Sentado de 2006 | Classificam-se os cinco primeiros. | 5       | Lituânia       |
| Campeonato Mundial de Vôlei Sentado de 2006 | Classificam-se os cinco primeiros. | 5       | Estados Unidos |
| Campeonato Mundial de Vôlei Sentado de 2006 | Classificam-se os cinco primeiros. | 5       | Ucrânia        |
| País sede                                   | Classificação automática           | 1       | China          |
| Total                                       | Total                              | 8       |                |

## Torneio masculino
| Grupo A - Brasil - Egito - Irão - Japão | Grupo B - Bósnia e Herzegovina - China - Iraque - Rússia |

## Torneio feminino
| Grupo A - China - Letônia - Lituânia - Estados Unidos | Grupo B - Japão - Países Baixos - Eslovênia - Ucrânia |